# 人生一串
《人生一串》，由哔哩哔哩和旗帜传媒联合出品的一部中国市井烧烤文化主题美食纪录片。该片于2018年6月20日开始在哔哩哔哩全网獨家播映，每周三晚20点更新，共6集，每集30分钟，其续作《人生一串 第二季》于2019年播出。

## 分集
| 集数   | 标题     | 首播日期      | 内容简介 | 备注  |
| ------ | -------- | ------------- | --- | ----- |
| 第一集 | 无肉不欢 | 2018年6月20日 | 四川西昌凉山小猪肉、云南昭通牛肉小串、新疆罗布羊烤串、尉犁县烤全羊（罗布羊）、广东湛江烤生蚝                 |       |
| 第二集 | 比夜更黑 | 2018年6月27日 | 吉林辽源烤蚕蛹／烤蛾子／烤蚕，广西百色烤猪眼睛／烤猪鞭、广东广州活烤海鲜、重庆烤脑花、江苏徐州烤羊球／烤油腰 | [ 1 ] |
| 第三集 | 来点解药 | 2018年7月4日  | 辽宁锦州干豆腐卷、湖南长沙烤韭菜、吉林长春烤土豆、云南建水烤豆腐、湖北宜昌烤茄子                             | [ 2 ] |
| 第四集 | 牙的抗议 | 2018年7月11日 | 四川宜宾烤猪鼻筋、辽宁海城烤心管、山东烟台烤海肠、湖南岳阳烤牛油、陕西西安烤板筋                             |       |
| 第五集 | 骨头骨头 | 2018年7月18日 | 宁夏银川烤羊蹄儿（宁夏滩羊）、辽宁锦州烤河蟹/烤凤爪、云南昆明烤鸡脚、安徽滁州烤小龙虾                        |       |
| 第六集 | 朝圣之地 | 2018年7月25日 | 黑龙江哈尔滨老太太烧烤、江苏扬州商老三烧烤、福建福州阿龙烧烤、广东广州风筒辉                                 | [ 3 ] |

## 拍摄制作
据总导演陈英杰介绍，剧组在2016年开始策划，2017年年初开始田野调查，3月底开始拍摄，6月份主要拍摄结束，经过补拍、后期剪辑、修改后，到2018年6月才得以播出。第二集的主题是暗黑系美食，由于内容猎奇曾差点被摄制组摒弃，后来陈英杰发现在一般人眼中罕见的的食材其实正是当地人真实的日常，之所以会有人觉得食材黑暗，某种程度上却源于一种生活经历的欠缺。
《人生一串》共涉及30余家烧烤店铺，据称是由导演组从32个省市近500家烧烤店铺中挑选出来的。

## 音乐
片尾曲《如去年一样伤悲》由旧北乐队演唱，旧北乐队成员在第三集《来点解药》中有出镜。

## 评论
截至2018年8月5日，bilibili站有超过1.2万人评价，评分为9.8分；豆瓣网超过2.8万人评价，评分为9.0分。